# Adrian Biddle
Pour les articles homonymes, voir Biddle.
Adrian Biddle est un directeur de la photographie britannique né le 20 juillet 1952 à Londres où il meurt le 7 décembre 2005.

## Filmographie
- 1986 : Aliens, le retour (Aliens) de James Cameron
- 1987 : Princess Bride (The Princess Bride) de Rob Reiner
- 1988 : The Dawning (en) de Robert Knights
- 1988 : Willow de Ron Howard
- 1989 : The Tall Guy de Richard Curtis
- 1991 : Thelma et Louise (Thelma and Louise) de Ridley Scott
- 1992 : 1492 : Christophe Colomb (1492: Conquest of Paradise) de Ridley Scott
- 1994 : L'Or de Curly (City Slickers II: The Legend of Curly's Gold) de Paul Weiland
- 1995 : Judge Dredd de Danny Cannon
- 1996 : Les 101 dalmatiens (101 Dalmatians) de Stephen Herek
- 1997 : Créatures féroces (Fierce Creatures) de Fred Schepisi et Robert Young
- 1997 : Le Garçon boucher (The Butcher Boy) de Neil Jordan
- 1997 : Event Horizon, le vaisseau de l'au-delà (Event Horizon) de Paul W. S. Anderson
- 1998 : Mister G. (Holy Man) de Stephen Herek
- 1999 : La Momie (The Mummy) de Stephen Sommers
- 1999 : Le monde ne suffit pas (The World Is Not Enough) de Michael Apted
- 2000 : Le Poids de l'eau (The Weight of Water) de Kathryn Bigelow
- 2000 : 102 Dalmatiens (102 Dalmatians) de Kevin Lima
- 2001 : Le Retour de la momie (The Mummy Returns) de Stephen Sommers
- 2002 : Le Règne du feu (Reign of Fire) de Rob Bowman
- 2003 : Shanghai Kid 2 (Shanghai Knights) de David Dobkin
- 2004 : Une affaire de cœur (Laws of Attraction) de Peter Howitt
- 2004 : Bridget Jones : L'Âge de raison (Bridget Jones: The Edge of Reason) de Beeban Kidron
- 2005 : American Haunting (An American Haunting) de Courtney Solomon
- 2005 : V pour Vendetta (V for Vendetta) de James McTeigue, qui lui est d'ailleurs dédicacé[2].
- 2025 : The Ritual : L'Exorcisme d'Emma Schmidt (The Ritual) de David Midell